# Димитар Макрієв
Димитар Іванов Макрієв (болг. Димитър Иванов Макриев, нар. 7 січня 1984, Гоце-Делчев) — болгарський футболіст, нападник  клубу «Неа Саламіна». В минулому виступав за національну збірну Болгарії.

## Клубна кар'єра
Народився 7 січня 1984 року в місті Гоце-Делчеві. З 12 років почав займатися футболом в дитячій футбольній школі команди «Левскі», у складі якого і дебютував у професійному футболі.
Після того недовго виступав за ЦСКА (Софія), в основній команді якої не провів жодного матчу в рамках чемпіонату і перейшов у «Інтернаціонале».
Проте до основної команди через перебір легіонерів не пробився і з 2002 по 2005 рік грав на правах оренди у складі «Беллінцони», «Гурника» (Забже) та «К'яссо».
У сезоні 2005–06 виступав за французький «Діжон», в який перейшов на правах вільного агента.
Своєю грою за команду привернув увагу представників тренерського штабу клубу «Марибор», до складу якого приєднався влітку 2006 року. Відіграв за команду з Марибора наступні два сезони своєї ігрової кар'єри. Більшість часу, проведеного у складі «Марибора», був основним гравцем атакувальної ланки команди. У складі словенської команди був одним з головних бомбардирів команди, маючи середню результативність на рівні 0,48 голу за гру першості.
Протягом 2008—2011 років захищав кольори ізраїльського клубу «Ашдод».
У травні 2011 року після довгих переговорів підписав контракт з самарським клубом «Крила Рад». Дебютував за нову команду 1 серпня 2011 року, вийшовши на заміну в матчі проти пермського «Амкара». В цілому відіграв за команду 5 матчів в чемпіонаті Росії.
До складу клубу «Олександрія» приєднався 9 січня 2012 року, проте не зміг допомогти клубу зберегти прописку в Прем'єр-лізі і влітку того ж року покинув клуб, встигши відіграти за олександрійську команду всього сім матчів в національному чемпіонаті.
Влітку 2012 року повернувся в «Ашдод», де знову став основним гравцем і провів наступний сезон.
В кінці серпня 2013 року Макрієв повернувся в Болгарію і підписав контракт на один рік (з опцією продовження ще на рік) з рідним «Левскі».
22 серпня 2014 року він переїхав до Гонконгу і на правах вільного агента підписав контракт з клубом «Саут Чайна». Тим не менш, вже 10 жовтня 2014 року Макрієв покинув клуб за взаємною згодою сторін.
З початку 2015 року став виступати за угорський клуб «Печ».
3 серпня 2015 року перейшов до кіпрського клубу «Неа Саламіна».

## Виступи за збірну
28 березня 2009 року дебютував в офіційних матчах у складі національної збірної Болгарії в кваліфікаційному матчі на ЧС-2010 проти збірної Ірландії, що завершився з рахунком 1-1. Наразі провів у формі головної команди країни 8 матчів, забивши 1 гол.

## Приватне життя
Одружений, виховує доньку Софію.